# 高桥镇 (咸宁市)
高桥镇，是中华人民共和国湖北省咸寧市咸安区下辖的一个乡镇级行政单位。知名建筑包括131工程。

## 行政区划
高桥镇下辖以下地区：
高桥社区、澄水洞村、石溪村、黄铁村、高桥村、白水村、王旭村、刘英村、洪港村、刘桢村和白岩泉村。